# Prépa ISP
 (novembre 2023).
La Prépa ISP (Institut supérieur de préparation) est un établissement d'enseignement privé qui prépare aux concours juridiques et administratifs et à l’entrée aux grandes écoles, dont le siège est situé 18 rue de Varenne, en face de la rue de la Planche, dans le 7e arrondissement de Paris. 
Fondée en 1984, elle est présente dans onze villes de France et dirigée depuis sa création par Julie Haberman.

## Préparation aux concours
Se présentant comme « la référence nationale » pour le concours de l'École nationale de la magistrature (ENM), elle revendiquait en 2017 avoir scolarisé 60 % des élèves admis à l'ENM. Cette proportion était d'un élève sur deux admis à l'ENM en 2022 - et d'un sur trois pour les officiers et commissaires de police.  
La Prépa ISP prépare également à l'examen du barreau, aux concours des greffes (greffier des services judiciaires, DSGJ, greffier de commerce), des métiers pénitentiaires (CPIP, DPIP, DSP), de directeur de la protection judiciaire de la jeunesse, d'officier, de commissaire de police, d'attaché de la DGSE, d'inspecteur des finances publiques, d'inspecteur des douanes, de commissaire de justice et des autres concours du service public (dont l'INSP, les concours d'administrateur des services de l'Assemblée nationale, d'administrateur du Sénat et de cadre de direction de la Banque de France), dans le cadre d'une formation à la carte. Enfin, l'école forme à des mastères diplômants (M2) dans les carrières judiciaires, dans les locaux de la Faculté libre de droit, d'économie et de gestion de Paris (FACO), au 115 rue Notre-Dame-des-Champs.
Des bourses, prenant la forme d'exonération totale ou partielle de frais d'inscription, sont accordées à des élèves sur des critères sociaux et universitaires.

## Activités de recherche et d'édition
Les cours de la Prépa ISP de préparation aux concours sont publiés dans le cadre d'un partenariat éditorial avec Lextenso/Gualino,.
S'agissant de son activité éditoriale en ligne, l'école publie des actualités, conduit des entretiens sous forme de podcasts et édite depuis 2014 - au nom du Centre de recherche de l'Institut supérieur de préparation (CRISP) - un bulletin d'actualité juridique, qui paraît 5 à 12 fois par an. Dans le cadre de ses podcasts, la Prépa ISP a reçu notamment l'universitaire Eric Cobast, l'auteur Agnès Naudin et la magistrate Anne Segond. 
L'ancien ministre du budget et « père de la LOLF » Alain Lambert est également enseignant à la Prépa ISP en finances publiques.
En 2017, a été créée l'Ecole numérique du droit, également hébergée au 18 rue de Varenne.

## Capital
La société de capital-investissement SOCADIF, dont le Crédit agricole d'Île-de-France est actionnaire à 100 %, a annoncé en décembre 2020 entrer au capital de la Prépa ISP comme actionnaire minoritaire par l'acquisition de parts que détenait la présidente de l'ISP Julie Haberman, dans le cadre d'une opération de Owner Buy Out primaire. Le process a été orchestré par la banque d'affaires Wingate. L'objectif est d'accompagner le développement de l'école dans la diversification de son offre de formation.